# PRL (Battlestar Galactica)
 (avril 2022).
Si vous disposez d'ouvrages ou d'articles de référence ou si vous connaissez des sites web de qualité traitant du thème abordé ici, merci de compléter l'article en donnant les références utiles à sa vérifiabilité et en les liant à la section « Notes et références ».
Pour les articles homonymes, voir PRL et FTL.
PRL est une abréviation signifiant « Plus rapide que la lumière » qui est traduit de l'anglais FTL (« Faster Than Light »).
On retrouve ce terme technique dans la série télévisée de science-fiction Battlestar Galactica, où PRL est un type de moteur présent sur de nombreux vaisseaux spatiaux comme le Galactica et qui permet de faire un déplacement à une vitesse supraluminique, on fait également mention à ce type de propulsion (en beaucoup plus réaliste puisque le Destiny se déplace plus vite que la lumière sans entrer en quelconque hyperespace mais conserve néanmoins un écoulement temporel normal, ce qui contredit toute théorie PRL) dans le spin-off de Stargate SG-1: Stargate Universe.
Ce système de déplacement équipe tous les vaisseaux militaires battlestars, les rapaces (vaisseau de guerre électronique embarqués sur les battlestars) et certains vaisseaux civils comme le Colonial Un. Les vaisseaux cylons disposent également de ce système PRL, mais en plus performant que les vaisseaux humains. Le système PRL fonctionne à l'aide d'un programme informatique spécifique appelé « commande PRL » et d'un ou plusieurs moteurs PRL. On peut supposer que ce système repose sur une méthode permettant de « compresser » l'espace-temps, et donc aux vaisseaux de se rapprocher d'un point précis de l'univers en quelques secondes.

## Principe de fonctionnement
La nature exacte du fonctionnement des dispositifs PRL n'est pas précisée. Lorsqu'un vaisseau active ses systèmes PRL, il disparait pour réapparaitre presque instantanément en un autre point de l'espace (ce qui indique que le vaisseau ne navigue pas réellement plus vite que la lumière mais se "transporte" d'un point A à un point B instantanément), à l'intérieur d'un certain rayon d'action. Il est possible qu'il déplace l'univers autour de lui alors que le vaisseau reste immobile dans un hypothétique référent absolu. Ceci expliquerait l'absence d'inertie ressentie par les passagers aussi bien au départ qu'à l'arrivée. Il y a cependant des cas de nausée causés par les sauts PRL comme le montre la spécialiste Cally lors de l'épisode pilote de la série. Ces nausées semblent toutefois plus psychologiques que physiologiques. Le saut PRL d'un appareil provoque une violente onde de choc dans son entourage au moment du départ, il est donc conseillé d'être entouré du vide spatial lors d'un saut (on voit notamment le pont d'envol du Galactica se faire éventrer à la suite du saut d'un Rapace trop proche de la coque). Le saut impose également de violentes contraintes physiques à l'appareil qui l'effectue, ce qui peut à terme poser des problèmes d'intégrité aux vaisseaux vieillissants et insuffisamment entretenus.

## Navigation
Pour préparer le saut PRL d'un vaisseau, on doit calculer plusieurs paramètres afin de conserver de bonnes conditions de sécurité. Parmi ces paramètres, les plus importants sont bien sûr les coordonnées du point d'arrivée, et dans le calcul de celles-ci il est indispensable d'éviter que ce point soit trop proche d'objets célestes. Une erreur dans le calcul d'un saut PRL peut avoir de graves conséquences comme la réapparition dans un champ d'astéroïdes, une planète ou une étoile.
En outre, lorsque plusieurs vaisseaux effectuent un même saut leurs calculs respectifs doivent tenir compte de leurs positions relatives afin d'éviter toutes collisions entre eux à l'arrivée. C'est la raison pour laquelle le calcul d'un saut pour une flotte doit être effectué sur l'un des vaisseaux, puis les paramètres communiqués aux autres vaisseaux.
En général, les méthodes de calcul sont assez précises et presque aucun accident n'est à enregistrer dans la flotte coloniale. Mais la précision est parfois insuffisante : un accident mortel se produisit lors de sauts de Rapaces devant entrer dans l'atmosphère d'une planète et voler au plus près du sol, l'un d'eux réapparaissant dans une montagne. Les sauts effectués sans calcul sont très rares, le Pegasus fut l'un des rares vaisseaux à en avoir tenté afin d'échapper à l'assaut nucléaire du chantier de la flotte de la planète Scorpion lors de l'attaque des Cylons sur les douze colonies.
Certains sauts spectaculaires, et risqués, sont tentés durant les batailles comme lors de l'assaut de la flotte coloniale sur New Caprica pour libérer les humains qui s'y trouvent. Le Galactica effectua un saut dans l'atmosphère de la planète pour y lancer directement ses Vipers durant la chute libre qui suit le saut puis effectua un nouveau saut immédiatement avant de s'écraser au sol.

## Limitation
Cette technologie, bien qu'extraordinaire, possède des limites. Les vaisseaux de grande taille comme les battlestar ont une portée opérationnelle beaucoup plus grande que les vaisseaux plus petits possédant la technologie PRL comme par exemple les Rapaces. Cette limitation oblige ces derniers à effectuer plusieurs sauts afin de parcourir la même distance qu'un vaisseau possédant un plus gros moteur PRL, ce qui le rend vulnérable aux attaques.
Par contre, les Cylons ont une plus grande précision dans le calcul de leurs sauts PRL. Dans l'épisode « Posez votre fardeau » un raideur lourd cylon effectue 10 sauts pour se rendre sur Caprica alors que le Galactica en fait 500 pour la même distance. Avant la Destruction des Douze Colonies de Kobol, les vaisseaux ne se risquaient jamais au-delà de la ligne rouge étant donné que cette section de l'univers n'était pas connue des coloniaux de l'époque.